# Kateryna Karsak
Kateryna Jewheniwna Karsak (ukrainisch: Катерина Євгенівна Карсак, * 26. Dezember 1985) ist eine ukrainische Diskuswerferin.
Die Dritte der U23-Europameisterschaften 2005 belegte 2006 bei den Europameisterschaften in Göteborg den vierten Platz mit 62,45 m. 2007 siegte sie bei den U23-Europameisterschaften in Debrecen mit 64,50 m, ihrer persönlichen Bestweite (Stand 2010). Bei den Weltmeisterschaften 2007 und 2009 konnte sie sich genauso wenig für den Vorkampf qualifizieren wie bei den Olympischen Spielen 2008. Hingegen gelang ihr bei der Sommer-Universiade 2009 der Finaleinzug und mit einem Wurf von 60,47 m belegte sie den dritten Platz hinter der Australierin Dani Samuels und der Polin Żaneta Glanc. Bei den Europameisterschaften 2010 schied sie einmal mehr in der Qualifikation aus.
Karsak startet für Dynamo Odessa. Bei einer Körpergröße von 1,83 m beträgt ihr Wettkampfgewicht 88 kg.